# DN56C
De DN56C (Drum Național 56C of Nationale weg 56C) is een weg in Roemenië. Hij loopt van Salcia naar Devesel. De weg is 60 kilometer lang.